# Larsen
Larsen – popularne nazwisko norweskie (4 miejsce) i duńskie (7 miejsce), znaczy syn Larsa (tzn. Laurentego, Wawrzyńca). Szwedzkim odpowiednikiem jest Larsson.

## Osoby noszące nazwisko Larsen
- Adam Larsen Kwarasey – ghański piłkarz pochodzenia norweskiego
- Arne Larsen (ujednoznacznienie)
- Arthur Larsen – tenisista amerykański
- Bent Larsen – duński szachista
- Birger Larsen – duński piłkarz
- Carl Anton Larsen – norweski wielorybnik, przedsiębiorca, badacz polarny
- Christine Larsen – kanadyjska pływaczka synchroniczna
- Clinton Larsen – piłkarz południowoafrykański
- Erik Otto Larsen – duński malarz, grafik i pisarz
- Eirik Verås Larsen – norweski kajakarz
- Engelina Larsen – duńska piosenkarka
- Henning Larsen – duński lekkoatleta, długodystansowiec
- Henrik Larsen (ujednoznacznienie)
- Jacob Bruun Larsen – duński piłkarz
- Josh Larsen – amerykański żużlowiec
- Karl Larsen (ujednoznacznienie)
- Laura Larsen-Strecker – amerykańska wioślarka
- Leif Larsen (ujednoznacznienie)
- Lisa Larsen – szwedzka biegaczka narciarska oraz biegaczka na orientację
- Marit Larsen – norweska piosenkarka
- Pernille Holst Larsen (ur. 1984) – duńska piłkarka ręczna
- Pernille Jessing Larsen (ur. 1992) – duńska pływaczka
- Peter Juul Larsen – duński żużlowiec
- Pio Larsen – norweski dziennikarz
- Poul-Erik Høyer Larsen – duński badmintonista
- Preben Elkjær Larsen – duński piłkarz
- Roald Larsen – norweski łyżwiarz
- Søren Larsen – duński piłkarz
- Thomas Larsen – duński wioślarz
- Tine Scheuer-Larsen – duńska tenisistka
- Tommy Svindal Larsen – norweski piłkarz
- Tonje Larsen – norweska piłkarka ręczna
- Vegar Larsen – norweski perkusista